# 单增庆
单增庆（1960年10月—），山东乳山人。中华人民共和国政治人物。1978年3月参加工作，1982年11月加入中国共产党。研究生学历，省委党校经济管理专业毕业，高级工商管理硕士。

## 生平
早年曾在虎林县团委、牡丹江市团委、黑龙江省团委工作。1998年任肇源县委副书记。2000年调任黑龙江省民政厅副厅长、党组成员。2004年任鹤岗市委副书记、市纪委书记、市委政法委书记。2007年1月，任鹤岗市人大常委会党组书记、主任。2009年10月，任大兴安岭地委副书记、行署专员、林管局局长。
2008年，当选第十一届全国人民代表大会黑龙江地区代表。2013年，当选第十二届全国人民代表大会黑龙江地区代表。因涉嫌滥用职权罪、受贿罪，2014年9月2日，黑龙江省第十二届人大常委会第十四次会议决定罢免其第十二届全国人民代表大会代表职务。
2014年8月，因严重违纪违法，被立案调查。